# Петрущенков, Михаил Михайлович
Михаил Михайлович Петрущенков (28 июля 1993 года, Москва) — российский футболист, вратарь.

## Карьера
Воспитанник футбольного клуба «Москва». В начале взрослой карьеры играл в первенстве ЛФЛ за «Москву», «Приалит» (Реутов) и молодёжный состав столичного «Торпедо». На профессиональном уровне дебютировал летом 2012 года в составе клуба «Октан» (Пермь) во втором дивизионе. Позднее выступал за ялтинскую «Жемчужину» (8 аннулированных игр). Несколько лет играл в ЛФЛ в «Зеленограде».
Летом 2018 года Петрущенков отправился в Армению, где заключил контракт с «Араратом» Ереван. Первый матч в премьер-лиге провёл 5 августа против «Алашкерта», в котором «Арарат» потерпел поражение со счётом 0:1. Всего за сезон 2018/19 принял участие в 20 матчах чемпионата Армении, по окончании сезона покинул клуб. В марте 2020 года вошел в заявку киргизского клуба «Нефтчи» (Кочкор-Ата).